# Erratomyces ajmeriensis
Erratomyces ajmeriensis är en svampart som först beskrevs av J.C.S. Gupta, och fick sitt nu gällande namn av M. Piepenbr. & R. Bauer 1997. Erratomyces ajmeriensis ingår i släktet Erratomyces och familjen Tilletiaceae.   Inga underarter finns listade i Catalogue of Life.